# 翡翠灣太空玲瓏屋
翡翠灣太空玲瓏屋，是位於臺灣新北市萬里區翡翠灣海水浴場的度假別墅群，由企業家蘇銘改造芬蘭工程師馬蒂·薩羅內設計玲瓏屋與飛碟屋，1980年前後以纖維強化塑膠建成，因造型奇特打響此海水浴場知名度，今房子多已拆除或荒廢。

## 歷史

### 由來
此類房屋原為芬蘭工程師馬蒂·薩羅內所發明。

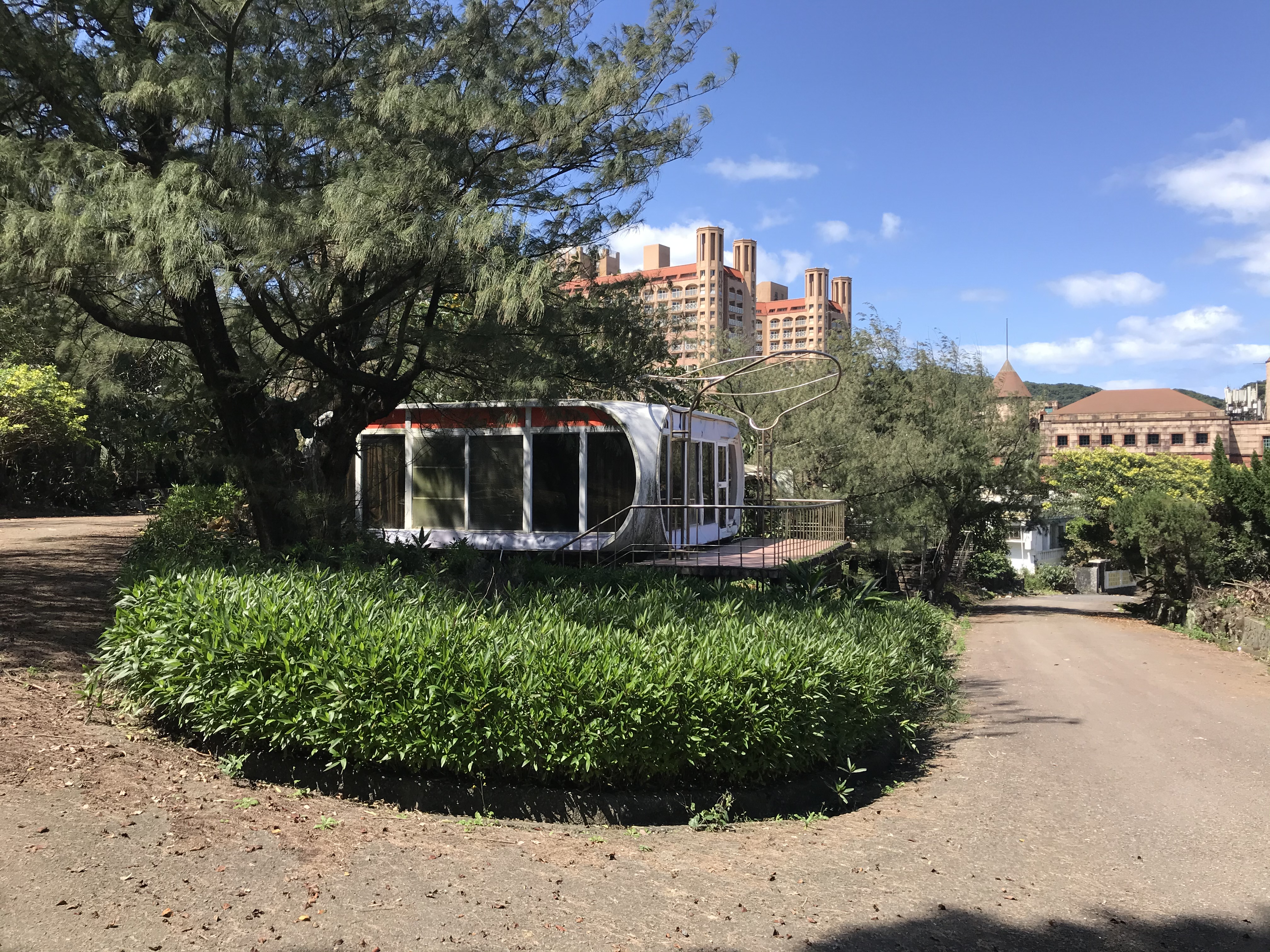
玲瓏屋

1971年，天工實業負責人蘇銘在一份日本西武株式會社的海報中，見到一種圓角四方型、每一面寬度均為6.9米的塑膠房屋。房子約14.5坪，三面有落地大窗，有會客室、臥室、廚房、浴室等。海報上寫只要幾小時的時間就可組合完畢，並可適用於各種地形。主體白色可添加紅、藍、綠、黃、淺咖啡等色來與環境搭配。此時蘇銘因正在開發翡翠灣海水浴場，認為此款設計很適合，於是前往日本的西武遊樂園看這些作為咖啡屋的塑膠屋。蘇銘看後很滿意，想立即下訂一百戶，西武會社卻說這類專利是從北歐引進，目前製造技術一些問題尚待解，故無法報價。從事塑膠業的蘇銘，當場說這類以作遊艇的纖維強化塑膠所做，應是黏著劑出現問題，導致會有漏水。西武公司知道他具專業知識後，更加不願意說明房子由來。
蘇銘回臺灣後，為找尋原廠，對北歐各國商會寄出詢問函，並附上西武公司取來的說明書。其中芬蘭商會復電說該類房子，是來是 赫爾辛基一家大建築公司所開發的，並將其住址告知。於是蘇銘就與台灣瑞士海外貿易公司陳毓遂一同前往芬蘭原廠，會見董事長Ensio。來到工廠時，蘇銘發現問題是廠商為減少組合的塊數及接合處，以及為了運輸方便起見，只將天花板、壁板、地板垂直分割為三塊，但屋頂部份接合處久了會因矽氧樹脂黏著力量抵抗不過地心引力而產生裂縫，導致漏水。

### 改造

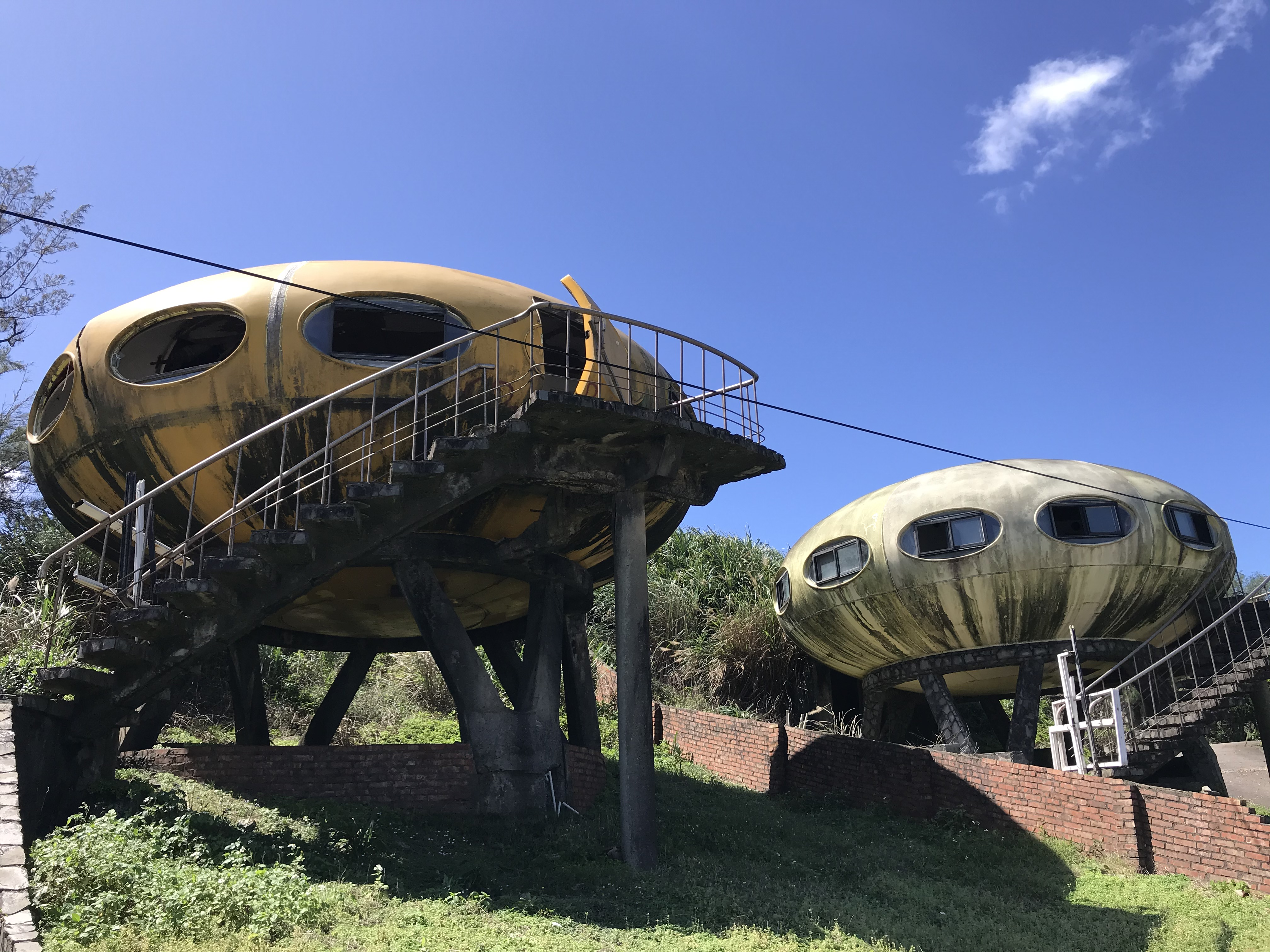
飛碟屋

從芬蘭回臺灣後，蘇銘找上基隆的安格拉遊艇廠，挑選水電工朱柄棋、模型工石國嘉、FRP成型工張文龍，來到蘇銘自己的汐止鎮樟樹灣日用品廠，作房子改善工程。蘇銘製造此屋用的纖維強化塑膠是採雙重壓成，中間夾有二吋聚氨酯泡膠以供保溫及防溫之用。
蘇銘將原先過大的組件改小，改分成九塊，並改為水平結合。九塊零件所組合起來的天花板是蓋在牆壁四邊的角上，因本身有重量，一經黏著後就不會產生拉力而再分開，不但可解決漏水問題，且模子成本較小。除四角因有曲度關係，體積較大外，其他零件以小貨車便可載運。在未開模用，蘇銘先用木頭做一樣品屋，又再請中聯汽車公司的鈑金師周宜火以手工打出不鏽鋼材質房屋零件，最後請專門製造藥品儀器的技師把零件組合起來刨光打亮。

### 成名

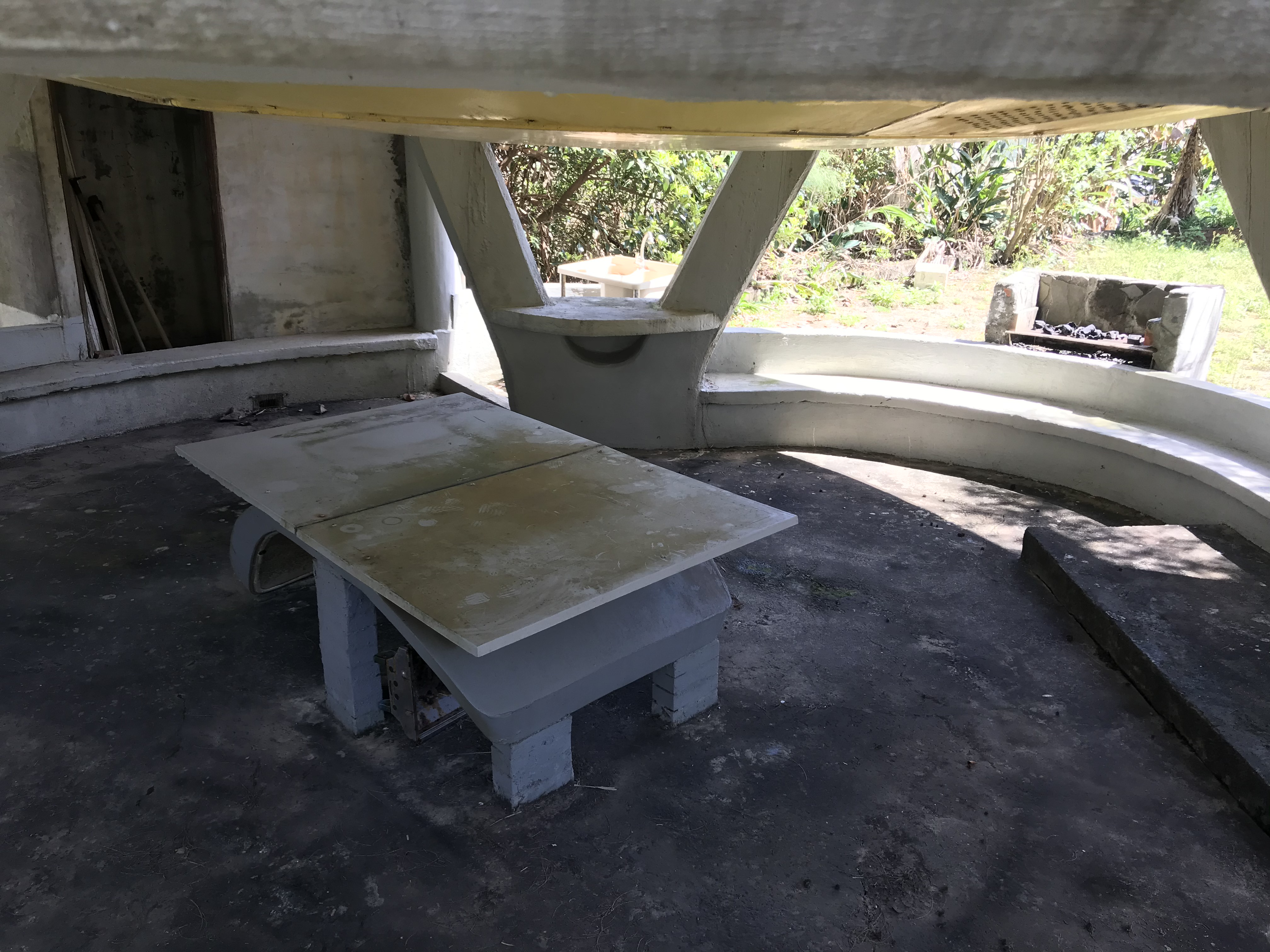
屋下烤肉區

完成樣品屋後，一方面為測試，另一方面也為了做廣告，蘇銘就將房子遷移到翡翠灣旁、比佛利別墅區大門口的右側，使來往遊客都看得到。此類房子是要蓋於翡翠灣以「明日世界」作主題的別墅區，客戶買下後並可享有翡翠灣俱樂部的榮譽會員權。1978年，天工開發公司在萬里海濱推出時，分有可任意組合的變化型、三百六十度視角的夢幻型、拆卸容易的帳篷型三種。但起初，只有張克東所開華美建設的總經理高偉欣賞此類房屋。
高偉除教導蘇銘採用多樣的銷售廣告外，建議如要人遠到翡翠灣看樣品屋，會損失許多客戶，因此放在市區近、景觀不錯的榮星花園較好。1979年，天工開發公司刊登廣告，以「太空玲瓏屋」稱呼，說這類塑膠房子造型多變，可作成飛碟形、露珠形、六角形等各種，且絕熱、隔音、防水、耐震耐風，不需保養維護，適合放於風景區做度假之用。委由華美建設代銷後，因在榮星花園一方一圓兩棟樣品屋造成轟動，連音樂家許常惠也買下一戶。推出不到二星期就銷售80％，將蘇銘四年的研究費用都收回外，獲利不少。1980年，在翡翠灣還未開放前，就吸引旅客前來觀看這些五顏六色的玻璃纖維屋。同年，太空玲瓏屋獲中華民國第一屆中外產品金牌獎。
1981年春，記者形容翡翠灣山坡上一間間玻璃纖維的房子，屋底由幾根水泥樁支柱，又用一條螺旋式階梯落到地面，活像飛碟降落了地球，以「飛碟屋」稱呼。翡翠灣是臺灣是早出現飛碟屋的地方，比三芝飛碟屋早，在當年海防管制森嚴的年代，尤其特殊。該年6月，翡翠灣海水浴場開幕後，太空玲瓏屋已有十四棟可平日新台幣四千元、夏季五千元作租用。

### 荒廢

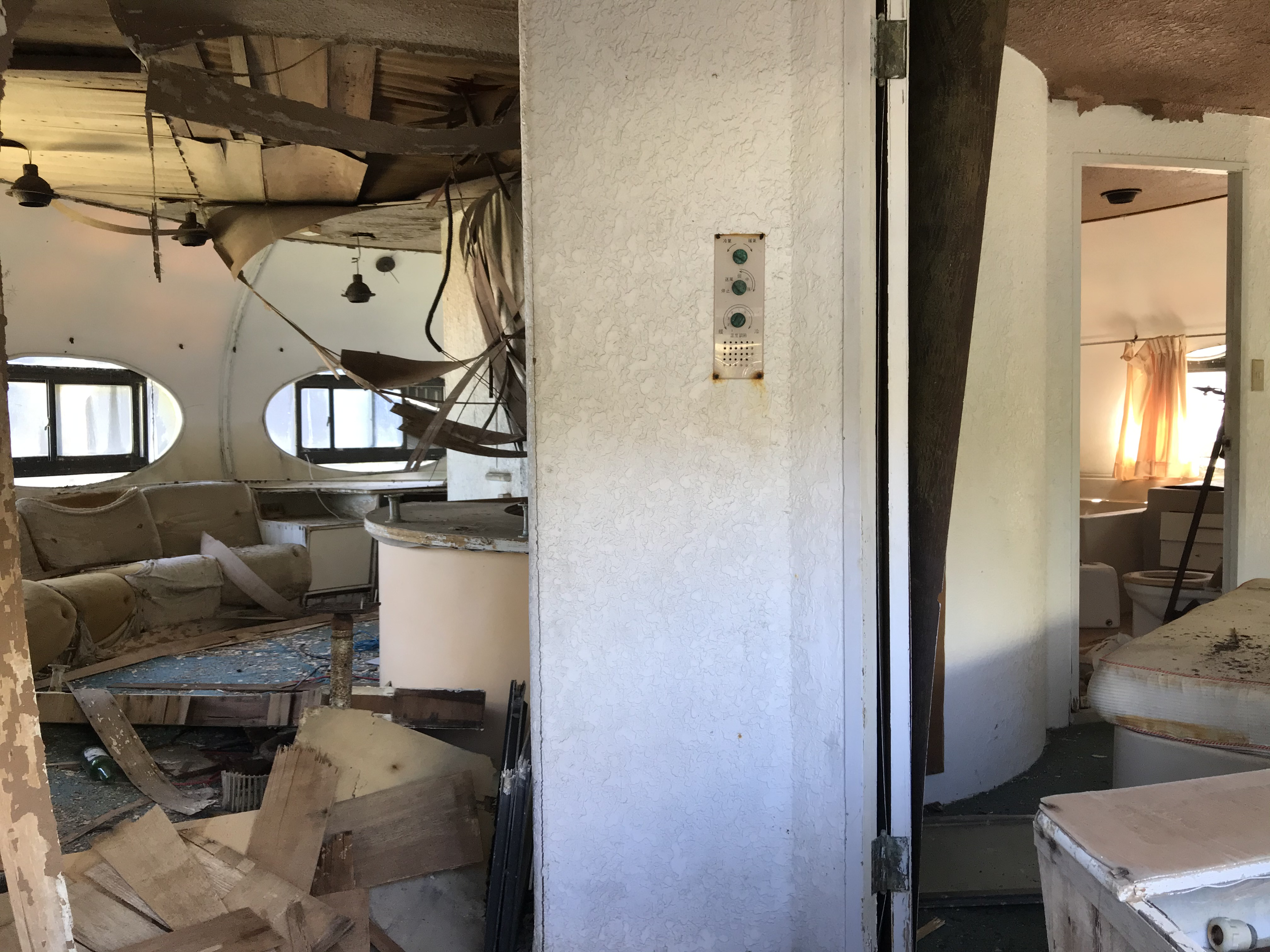
屋內荒廢

太空玲瓏屋雖迅速打響翡翠灣的知名度，但因臺灣日照強烈，難以夏天居住，再加上位於海風強勁，不久就退燒。1988年3月19日，太平洋建設以新台幣六億三千五百萬元買下翡翠灣海水浴場經營權後，開始進駐整修。原先太平洋建設想以新台幣三百萬至五百萬元收購此地的玲瓏屋，但有些屋主開價達千萬元而難以順利成交，至1995年時已荒廢十餘年。藝術家姚瑞中在1996年退伍後，開始到臺灣各地荒廢遊樂場拍攝，來此已見房屋被海風鹽份所侵蝕、屋舍玻璃窗破碎、塑膠露出內部水泥鋼筋結構，及滿地的帶刺蒺藜子、蚊蚋飛舞。
2011年11月9日，太平洋建設主管表示這些飛碟屋共有百餘間，公司目前已買約七十多戶來拆除，但不排除保留幾戶供人參觀，以為台灣建築史作見證。到2020年僅剩五棟、兩戶由水上活動業者租賃的太空玲瓏屋，可謂北台灣僅有的飛碟造型，加上充滿神祕感的「廢墟風」，成為遊客打卡熱點。今在信義安和站附近巷弄，也尚存一間飛碟形的太空玲瓏屋。